# Bisexuelle Gemeinschaft

Flagge der Bisexuellen

Im Rahmen des Konzepts queerer Gemeinschaften bilden bisexuelle Menschen die bisexuelle Gemeinschaft als Teil der LGBT-Gemeinschaft. Zu ihr gehören auch aktivistische Gruppen, die versuchen, die individuelle und gesellschaftliche Auseinandersetzung mit Bisexualität zu fördern.

## Geschichte des Bi-Aktivismus
Wissenschaftler wie Sigmund Freud und Magnus Hirschfeld haben in der ersten Hälfte des 20. Jahrhunderts Forschungsergebnisse öffentlich kommuniziert, die sich auch für den Bereich Bisexualität bewusstseinserhellend auswirken. Die Integration dieser Ergebnisse in ein eigenständiges Konzept von Bisexualität setzte erst etwa in den 1960er-Jahren, vornehmlich in den Vereinigten Staaten, ein.
Mit der Entdeckung der Bisexualität als eigenständiges Arbeitsfeld in Wissenschaft und Forschung formten sich auch erste selbstbewusste Ansätze eines bisexuellen Aktivismus. Ein prominenter Vertreter dieser Anfangsphase ist Fritz Klein. Er entwickelte in Anlehnung an die Kinsey-Skala den „Klein Sexual Orientation Grid“, ein System, das Menschen, die sich als bisexuell bezeichnen, anhand bestimmter Kriterien Auskunft gibt über den Grad der eigenen Bisexualität.
Die gesellschaftlichen Umbrüche infolge der 68er-Bewegung, der sexuellen Revolution und der Emanzipationsbewegung verhalfen dem bis dahin verhaltenen Bi-Aktivismus, die sich im Wesentlichen auf den Campus US-amerikanischer Universitäten konzentrierte, zu mehr Auftrieb. Bi-Aktivistin Brenda Howard gilt als die Gründerin der CSDs und Pride Weeks: ein Jahr nach den Stonewall Riots organisierte sie die erste Parade.
Während der 1970er-Jahre entstanden an verschiedenen Orten in den Vereinigten Staaten lokale Selbsthilfegruppen bisexueller Menschen. Es kam zur Bildung von Netzwerken. Ab Mitte der 1970er-Jahre wurden zunächst punktuell, später dann in regelmäßigem Turnus „Konferenzen zu Themen der Bisexualität“ abgehalten.
Erst gegen Ende der 1970er-Jahre erreichte bisexueller Aktivismus den europäischen Kontinent, später auch andere Regionen der Welt:
- Seit Mitte der 1980er-Jahre informiert der englischsprachige „Bisexual Resource Guide“ weltweit über die jeweils nächste seriöse Anlaufstelle zum Thema Bisexualität. Herausgeberin ist Robyn Ochs.
- Von 1991 bis 2010 fand etwa alle zwei Jahre an wechselnden Orten der Welt die International Conference on Bisexuality statt.[1]
- Seit 1999 wird in der ganzen Welt am 23. September der Internationale Bi-Tag gefeiert,[2] auch Bi Visibility Day genannt.

Ein Teil der bisexuellen Gemeinschaft lebt offen und einvernehmlich in Beziehungen mit mehreren Partnern. Die sogenannte Polyamory, also das Leben in Mehrfachbeziehungen, findet ihren Niederschlag unter anderem im Ansatz der Lebensformenpolitik. Bisexuelle Menschen haben maßgeblichen Anteil an der Herausbildung der polyamoren Subkultur, die sich seit Anfang der 1990er-Jahre vor allem in der Gegend um San Francisco entwickelt hat.

## Vernetzung Bisexueller in Deutschland
Seit Anfang der 1980er-Jahre reflektieren bisexuelle Frauen, Männer und Trans in Deutschland ihre Lebensweise und vertreten sie selbstbewusst als eine mögliche Form von Sexualität.
Nach Gründung mehrerer lokaler Selbsthilfegruppen – etwa in Köln seit 1986 die Bi-Gruppe mit dem heutigen Namen Uferlos e. V. – Herbst 1986 gründete sich eine seitdem halbjährlich stattfindende Tagung der „Schwulen Väter“ in der Akademie Waldschlösschen, und etliche Ortsgruppen in größeren Städten, die wie in München noch weiterbestehen.
Organisation erster überregionaler Bi-Treffen seit 1988 und einer bundesweiten Vernetzung Bisexueller mit Unterstützung durch die Deutsche AIDS-Hilfe e. V. erfolgte 1992 die Gründung von BiNe – Bisexuelles Netzwerk e. V. Im Juni 1996 fand die International Conference on Bisexuality in Berlin statt, u. a. mit Erwin Haeberle und Robyn Ochs. Weitere Gründung von Bi-Gruppen in vielen deutschen Städten. Seit den 1990er Jahren nehmen Bi-Gruppen an den CSDs in vielen Städten teil.
BiNe e. V. leistet Aufklärungs- und Öffentlichkeitsarbeit zum Thema Bisexualität, bietet Beratung, gibt seit 1994 das Magazin BiJou heraus, organisiert überregionale Treffen, unterstützt den Aufbau und Erhalt von Selbsthilfegruppen, kooperiert mit gesellschaftlich relevanten Gruppen und Initiativen, sammelt und verbreitet entsprechende Informationen und fördert die europäische und internationale Vernetzung Bisexueller. Zudem stellt der Verein Materialien für Kitas, Schulen und andere pädagogische Einrichtungen bereit.
Im August 2006 wurde mit der Webseite Liebe-Leben-Leute.de, eine Ergänzung zum bestehenden Online-Angebot des BiNe e. V. erstellt. Die Inhalte der Webseite konzentrieren sich auf die anonyme Hilfe zur Selbsthilfe und den Aufbau und Erhalt einer bisexuellen (Online-)Gemeinschaft. Zusätzlich werden überregionale Treffen angeboten.
2010 wurde das ursprünglich private Projekt durch die Gründung des gleichnamigen Fördervereins in ein gemeinnütziges Angebot umgewandelt.
Seit 2012 wird in Berlin, durch die dort ansässige Gruppierung des bisexuellen Netzwerks, ein offenes und überregionales Barcamp (BiBerlin Camp) veranstaltet, welches sich mit den Themen sexuelle Orientierung und Bisexualität befasst.
Im Jahr 2015 wurde in den ersten Städten der Idahot am 17. Mai § 175 zum Idahobit erweitert.
Seit 2016 engagiert sich ein Teil des Stammtisches „Bi & Friends HH“ in Norddeutschland bi-politisch: Es gibt Treffen mit Politikern und LSBTI*-Gruppen, Vorträge und Workshops.
Im September 2017 wurde in Schleswig-Holstein die erste Bi-Flagge Deutschlands an einem öffentlichen Gebäude, dem Sozialministerium, gehisst. Im Rahmen des Programms „Echte Vielfalt“ wurde parallel dazu eine Broschüre über bisexuelle Lebensweisen herausgegeben.
2018 planten die Bundesstiftung Magnus Hirschfeld und BiNe – Bisexuelles Netzwerk e. V. gemeinsam die 13. Hirschfeld-Lecture, die dann am 12. Oktober 2018 in Nürnberg zum Thema Bisexualität realisiert wurde.
Im November 2020 initiierte Frank Thies den ersten Bi+Pride in Deutschland nach dem Vorbild West Hollywood, Kalifornien, wo 2018 der erste BiPride weltweit stattgefunden hat. In zahlreichen Städten deutschlandweit wurde erstmals die Bi-Flagge an öffentlichen Gebäuden gehisst und in Hamburg fand mit ca. 500 Teilnehmenden die erste Demonstration für bisexuelle Sichtbarkeit statt.

## Europäische Bi-Vernetzung
Örtliche und überregionale Bi-Gruppen für Austausch, Vernetzung und (politische) Aktivitäten bestehen in vielen europäischen Ländern. Ausgangspunkte zur europaweiten Vernetzung dafür waren die beiden ersten „International Bisexual Conferences“ 1991 in Amsterdam und 1992 in London sowie „IBIS – International Bisexual Symposium“ 1996 in Berlin.
Auf Initiative des LNBi, eines bisexuellen Netzwerkes in den Niederlanden, fand 2001 die erste „European Bisexual Conference“ (EBC1) in Rotterdam statt, gefolgt von der entsprechenden Folgekonferenz „EBC2“ 2003 in Dublin, durchgeführt von der dortigen lokalen Selbsthilfegruppe „bi-irish“. 2016 fand in Amsterdam, wieder auf Initiative des LNBi, die EBC3 statt. BiNe ist – zusammen mit Bi-Organisationen anderer europäischer Länder – Mitglied bei der International Lesbian, Gay, Bisexual, Trans and Intersex Association (ILGA) und eingebunden in ein sich herausbildendes Europäisches Netzwerk Bisexueller. Zwischen LNBi und BiNe besteht eine Vereinbarung über gegenseitige Mitgliedschaft.
Die Vernetzung in den Niederlanden ist gekennzeichnet durch ein Nebeneinander eines landesweiten Netzwerks und teils eigenständiger starker Bi-Strukturen auf regionaler Ebene. Großbritannien verfügt über keine formale nationale Vernetzung, regionale Gruppen richten aber teils miteinander konkurrierende landesweite „bi-cons“ aus. In anderen Staaten gibt es Einzelpersonen oder regionale Gruppen, die stark in die europäische Vernetzung involviert sind, z. B. in Irland, Schweden, Frankreich und der Schweiz.